# Stora Långö
Stora Långö är en ö i Finland. Den ligger i Finska viken och i kommunen Ingå i den ekonomiska regionen  Raseborg i landskapet Nyland, i den södra delen av landet. Ön ligger omkring 51 kilometer väster om Helsingfors.
Öns area är 50,5 hektar och dess största längd är 1,7 kilometer i öst-västlig riktning. Ön höjer sig omkring 30 meter över havsytan.